# Primeira Batalha de Passchendaele
A Primeira Batalha de Passchendaele ocorreu em 12 de outubro de 1917 durante a Primeira Guerra Mundial, na Bélgica, na Frente Ocidental. O ataque foi parte da Terceira Batalha de Ypres e foi travado a oeste da vila de Passchendaele. Os britânicos tinham planejado capturar as cordilheiras ao sul e leste da cidade de Ypres como parte de uma estratégia decidida pelos Aliados em conferências em novembro de 1916 e maio de 1917. Passchendaele ficava na última crista a leste de Ypres, a 5 mi (8,0 km) do entroncamento ferroviário em Roulers, que era uma parte importante do sistema de abastecimento do 4º Exército alemão.
Depois de um período de seca em setembro, as chuvas começaram em 3 de outubro e na Batalha de Poelcappelle em 9 de outubro, grande parte da artilharia de campanha britânica em frente a Passchendaele estava fora de ação devido à chuva, lama e fogo de artilharia alemã. As armas restantes foram deixadas em posições antigas e disparadas no limite de seu alcance ou foram operadas de qualquer terreno plano perto de estradas de madeira ou de plataformas, muitas das quais eram instáveis, onde era impossível movê-las para frente. O general Herbert Plumer e o marechal de campo Douglas Haig ficaram com a impressão de que um grande avanço havia sido feito em direção à cordilheira de Passchendaele, mas a maior parte do terreno havia sido perdida para contra-ataques alemães à tarde.
O ataque britânico em 12 de outubro começou 2 000-2 500 yd (1,1-1,4 mi; 1,8-2,3 km) da vila em vez dos 1 500 yd (1 400 m) originalmente pensados pelos comandantes britânicos. O reconhecimento aéreo revelou a verdadeira posição tarde demais para fazer mudanças substanciais no plano. O principal ataque do Segundo Exército foi feito pelos dois Anzac Corps, apoiados pelo Quinto Exército ao norte. Em Passchendaele Ridge, em frente ao I Anzac e II Anzac Corps, o ataque foi repelido ou o terreno capturado foi recuperado por contra-ataques alemães. O ataque ao flanco direito do Quinto Exército foi um fracasso dispendioso, mas à esquerda, a franja da Floresta Houthoulst foi conquistada. Os ataques britânicos foram adiados até que o clima melhorasse e as comunicações atrás da frente fossem restauradas.
A batalha foi um sucesso defensivo alemão, mas foi mutuamente dispendiosa e duas divisões alemãs foram desviadas para a Flandres para substituir perdas "extraordinariamente altas". Nas piores condições climáticas da campanha, nas cinco semanas após a Batalha de Broodseinde, o número de tropas engajadas pelos britânicos não foi maior do que as envolvidas na Batalha de Pilckem Ridge em 31 de julho. As baixas britânicas em outubro de 1917 foram as terceiras mais altas da guerra, depois de julho de 1916 e abril de 1917.
Em Der Weltkrieg (1942/1956), os historiadores oficiais alemães registraram 12 000 vítimas, incluindo 2 000 desaparecidos para o período contábil de 11 a 20 de outubro, mas não deram um número separado para 12 de outubro.  A 4ª Divisão Australiana sofreu c. 1 000 baixas e a 3ª Divisão Australiana c. 3 199 baixas.  De 9 a 12 de outubro, a 195ª Divisão alemã perdeu 3.395 baixas.  Os cálculos das perdas alemãs por James Edmonds, o historiador oficial britânico, foram severamente criticados, por acrescentarem 30 por cento aos números de vítimas alemãs, para dar conta de diferentes métodos de cálculo. Houve 2 735 baixas na Nova Zelândia, das quais 845 homens foram mortos ou feridos mortalmente e ficaram presos na terra de ninguém.